# Jaktorów
Jaktorów és un municipi al comtat de Grodzisk Mazowiecki, Voivodat de Masòvia, al centre est de Polònia. És la seu del gmina (districte administratiu) anomenat Gmina Jaktorów. Es troba aproximadament a 8 km a l'oest de Grodzisk Mazowiecki i a 37 km al sud-oest de Varsòvia. El poble té una població de 910 habitants.
Els darrers urs registrats (Bos taurus primigenius), una femella morta el 1627, va ser en un bosc de Jaktorów. També anomenats urus (en polonès tur), els urs eren els avantpassats del bestiar domèstic, que habitaven Europa, Àsia i el nord d'Àfrica. El crani de l'últim exemplar registrat va ser robat posteriorment per l'exèrcit suec durant la invasió sueca de Polònia (1655–1660) i ara es troba a Livrustkammaren a Estocolm.